# نیروی زمینی سوریه
نیروی زمینی سوریه (عربی: القوات البرية السورية)، شاخه زمینی نیروهای مسلح سوریه است.
نیروی زمینی سوریه در اصل از نیروهای نظامی محلی تشکیل شده توسط فرانسوی‌ها پس از جنگ جهانی اول، پس از آنکه فرانسه قیمومیت منطقه را به دست آورد، سرچشمه گرفت. این ارتش رسماً در سال ۱۹۴۵، پیش از آنکه سوریه سال بعد و ۲ سال پس از استقلال رسمی، استقلال کامل خود را به دست آورد، تأسیس شد.
پس از سال ۱۹۴۶، این ارتش نقش مهمی در حکومت سوریه ایفا کرد و شش کودتای نظامی انجام داد: دو کودتا در سال ۱۹۴۹، از جمله کودتای مارس ۱۹۴۹ سوریه و کودتای اوت ۱۹۴۹ توسط سرهنگ سامی الهناوی، و یک کودتا در سال‌های ۱۹۵۱، ۱۹۵۴، ۱۹۶۳، ۱۹۶۶ و ۱۹۷۰. این ارتش چهار جنگ با اسرائیل (۱۹۴۸، جنگ شش روزه در سال ۱۹۶۷، جنگ یوم کیپور در سال ۱۹۷۳ و جنگ لبنان در سال ۱۹۸۲) و یک جنگ با اردن ("سپتامبر سیاه" در اردن، ۱۹۷۰) داشت. یک لشکر زرهی نیز در سال‌های ۱۹۹۰–۱۹۹۱ در طول جنگ خلیج فارس به عربستان سعودی اعزام شد، اما عملیات چندانی انجام نداد. از سال ۱۹۷۶ تا ۲۰۰۵، این لشکر ستون اصلی اشغال لبنان توسط سوریه بود. در داخل کشور، نقش مهمی در سرکوب قیام اسلام‌گرایان در سوریه در سال‌های ۱۹۷۹–۱۹۸۲ ایفا کرد و از سال ۲۰۱۱ تا ۲۰۲۴ به شدت درگیر جنگ داخلی سوریه بود، خشونت‌آمیزترین و طولانی‌ترین جنگی که ارتش سوریه از زمان تأسیس خود در دهه ۱۹۴۰ در آن شرکت کرده بود.
فرماندهی ارتش سوریه به سربازان و افسران اعلام کرد که با سقوط رژیم اسد، از ۸ دسامبر ۲۰۲۴ دیگر در خدمت نیستند و یک ارتش جدید سوریه به رهبری هیئت تحریر شام در حال بازسازی است.